# Hynčice (Vražné)

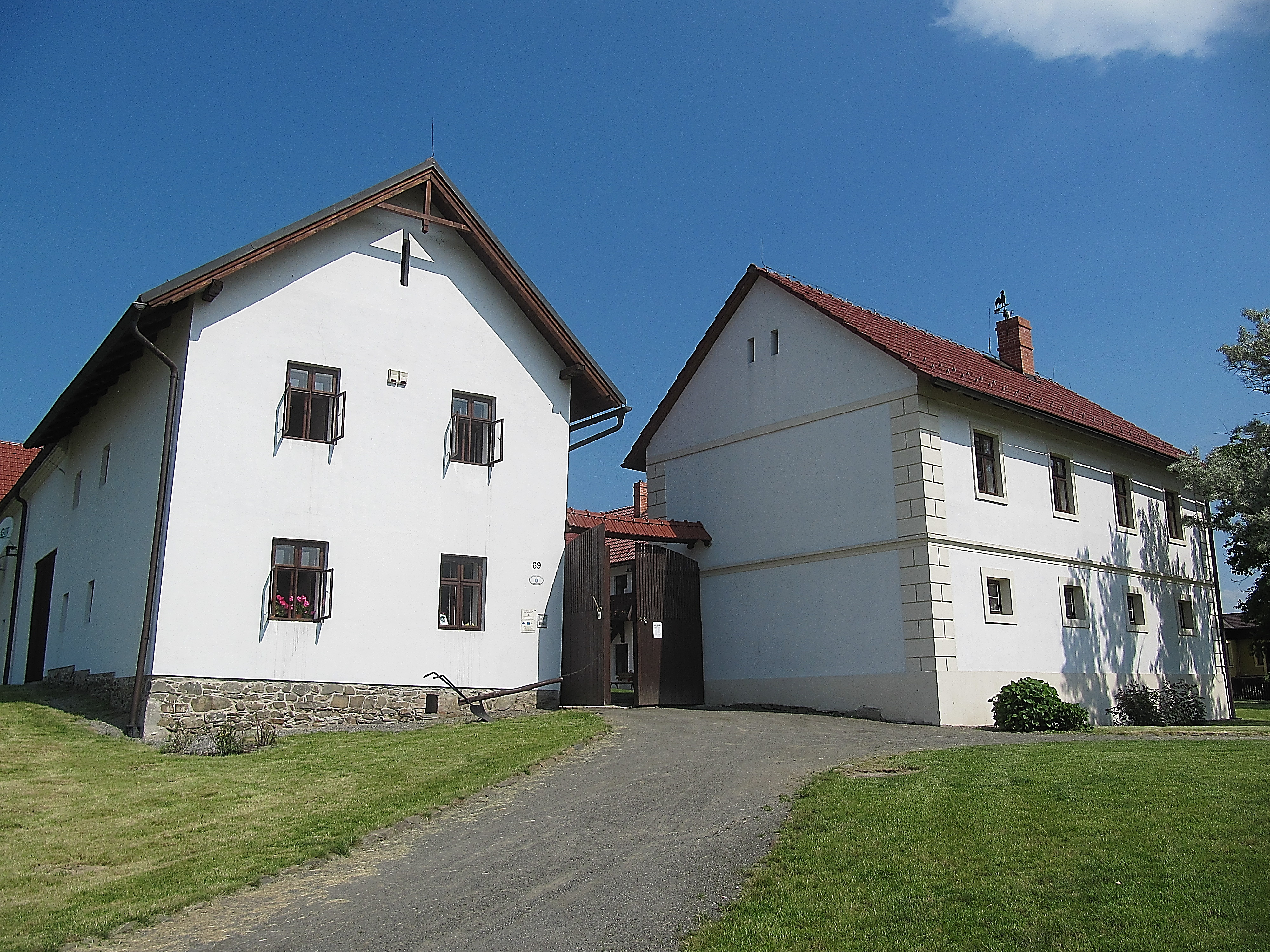
Geburtshaus von Gregor Mendel

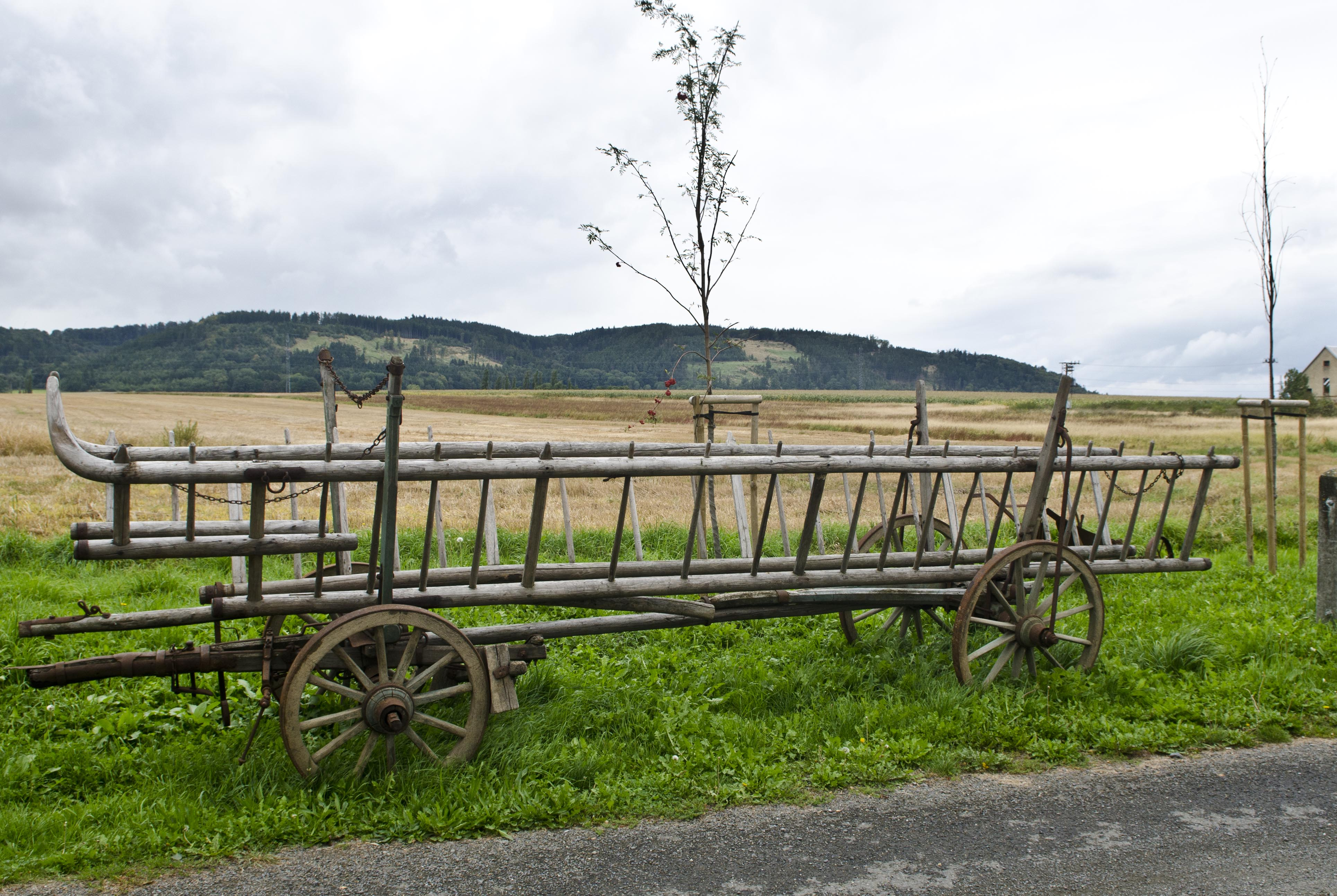
Gegend vor Mendels Geburtshaus

Hynčice (tschechisch: [ˈɦɪntʃɪtsɛ], deutsch: Heinzendorf bei Odrau) ist ein Ortsteil der Gemeinde Vražné in Tschechien. Er liegt 13 km westlich von Nový Jičín in der Region Mähren-Schlesien.

## Geographie
Hynčice liegt in der Mährischen Pforte bzw. am Eisernen Tor. Das Dorf erstreckt sich entlang des Baches Vraženský potok (Roßbach).

## Geschichte
Das Dorf wurde wahrscheinlich im 12. Jahrhundert gegründet. Erstmals urkundlich erwähnt wurde Hynčice 1374 im Zuge der Befreiung vom Heimfall durch Albert und Peter von Sternberg.
Heinzendorf gehörte bis zur Mitte des 19. Jahrhunderts zur schlesischen Herrschaft Odrau.
Nach der Aufhebung der Patrimonialherrschaften bildete Heinzendorf ab 1849 eine Gemeinde im Gerichtsbezirk Odrau. 1854 wurde eine Kapelle erbaut. Ab 1868 gehörte der Ort zum Bezirk Troppau. Die Freiwillige Feuerwehr wurde 1882 auf Initiative von Gregor Mendel gegründet. Nach dem Münchner Abkommen wurde Heinzendorf 1938 dem Deutschen Reich zugeschlagen und gehörte zunächst zum Landkreis Troppau. 1939 wurde die Gemeinde dem Landkreis Neu Titschein zugeteilt. 1943 erfolgte der Zusammenschluss der Gemeinden Groß Petersdorf, Heinzendorf und Klein Petersdorf zu einer Gemeinde Heinzendorf. Nach dem Ende des Zweiten Weltkrieges kam Heinzendorf zur Tschechoslowakei zurück und der Gemeindezusammenschluss wieder aufgehoben. Die deutschsprachige Bevölkerung wurde größtenteils vertrieben. Im Jahre 1953 wurde Hynčice wieder mit Dolní Vražné und Horní Vražné zur Gemeinde Vražné zusammengeschlossen. Zwischen 1979 und 1994 war das Dorf nach Odry eingemeindet. Laut Volkszählung von 2001 hatte es 58 Häuser und eine Bevölkerung von 232 Personen.

## Sehenswürdigkeiten
- Gregor-Mendel-Geburtshaus, Museum und Begegnungsstätte

## Söhne und Töchter des Ortes
- Gregor Mendel (1822–1884), Naturforscher
- Alois Schindler (1859–1930), Arzt